# Нюрґун Боотур (опера)
«Нюрґун Боотур» (якут. Ньургун Боотур) — якутська опера про однойменного персонажа епосу Олонхо.

## Історія створення
Опера заснована на музично-драматичному спектаклі «Нюргун Боотур Стрімкий» (якут. Дьурулуйар Ньургун Боотур) за однойменним олонхо, поставленому в 1940 році. Музичний і фольклорний матеріал для опери надав олонхосут У. Г. Нохсоров (1907-1951), який виконував роль богатиря Айии Дюраґастая у виставі.
Вперше опера була поставлена у 1947 році на сцені Якутського державного музичного театру-студії, а в 1957 році на сцені Московського музичного театру імені Станіславського і Немировича-Данченка.

## Особливості опери
Значну частину опери займають масові сцени. В опері органічно поєднані гра акторів, пантоміми, використовуються ляльки. 
У перших постановки артисти виконували партії в стилі традиційного якутського співу «дьіеретії». Згодом в академічному стилі з елементами народного співу